# Stabburselven
Stabburselven (norsk: Stabburselva, nordsamisk: Rávttošjohka, finsk: Rautusjoki) løber gennem Stabbursdalen nationalpark og ud i Porsangerfjorden ved Stabbursnes naturreservat. Elven ligger 15 km nord for Lakselv i Porsanger kommune, Troms og Finnmark fylke i Norge, langs E6. Den afvander et område på 1.112 km². Elven er udpeget til en blandt Norges 37 nationale lakseelve og er beskyttet under Verneplan I for vassdrag.

## Geografi
Stabburselven (Rávttošjohka) har sit udspring på Finnmarksvidda nord for Finnmarks største sø, Iešjávri. I øvre del er elvsystemet stærkt forgrenet og danner flere søer. Øst for elven ligger det karrige bjergmassiv Gaissene. Fra Stabbursvannet løber elven roligt nordover i en åben vid dal, før den ca. 20 km fra Porsangerfjorden skærer sig ned i en kløft, Rávttošavži, med bratte vægge. Nedenfor kløften vider dalen sig ud i et terrasselandskab, og elven gennemløber tre mindre søer, inden den slynger sig videre gennem terrasselandskabet og munder ud i et deltaområde i Porsangerfjorden, nord for det store isranddelta Stabbursnes.
Bjerggrunden består overvejende af sure, tungt nedbrydelige bjergarter. Stabbursdalen har mange spor efter isafsmeltningen ved slutningen af sidste istid. Store smeltevandsfloder oversvømmede da fra syd og vest og udgravede kløften Rávttošavži og flere kløfter i sidedalene fra Gaissaområdet syd og øst for elven. Smeltevandsfloderne medførte og afsatte store grusmasser foran bræfronten i Porsangerfjorden. På de gamle deltaflader findes mange fossile flodløb og dødishuller.
Stabburselven løber gennem verdens nordligste fyrreskov med træer, som er op til 500 år gamle.

## Lystfiskeri
I Stabburselven kan man fiske efter laks, havørred, havvandrende fjeldørred, og bækørred. Der findes også gedde og ferskvandskvabbe (knude) i søen Lompola. Den Havvandrende fjeldørred har de senere år været i stærk tilbagegang og er nu fredet.
Fiskeriet i Stabburselven administreres af Stabbursdalen Grunneierforening.
Stabburselven har status som nationalt laksevassdrag og er blandt Finnmarks 10 vigtigste lakseelve. Den regnes som en god fluefiskeelv.
Der er fanget laks på op til 29 kg op havørred på 12 kg. De havvandrende fjeldørred vejer gerne 1,5-2 kg.
I topåret 1982 blev der taget over 5 tons laks, men efter dette faldt fangsterne til ca. 1 ton i 1997. Siden er fiskeriet gået frem, og der blev i 2006 landet 4,5 ton.
De nederste cirka 9 kilometer, op til søen Lompola, er præget af stryg og høler. Herefter kommer et par kilometer med mange fine fiskepladser op til den mægtige Stabbursfos. Fossens fald på 6 meter kan laksen ikke passere, men der er bygget en laksetrappe. Opstrøms laksetrappen er elven strid med flere fald. Der går også laks op i bielvene Dæbbojohka og Njáhkájohka. Njáhkájohka er Stabburselvs største bielv. Der er bygget laksetrapper i de tre fosser neden for Rávttošavži. Stabburselven er således i dag lakseførende på en næsten 30 kilometer lang strækning, op til Njakkafossen, der med et fald på 20 meter er elvens største fos.